# S/2009 (1999 RY214) 1
S/2009 (1999 RY214) 1, também escrito como S/2009 (1999 RY214) 1, é o objeto secundário do corpo celeste denominado de 1999 RY214. Ele é um objeto transnetuniano que tem cerca de 76 km de diâmetro.